# Aciclovir
Aciclovir é um nucleosídeo análogo da purina, sintético, com atividade inibitória in vitro e in vivo contra os vírus do herpes humano, incluindo o vírus do Herpes simplex (VHs), tipos 1 e 2, o vírus Varicella zoster (VVZ), vírus Epstein-Barr (VEB) e Citomegalovirus (CMV). Em culturas celulares, o Aciclovir tem maior atividade antiviral contra VHS-1, seguido (em ordem decrescente de potência) por VHS-2, VVZ, VEB e CMV. Ele foi desenvolvido por Gertrude Elion e sua equipe, sendo aprovado em 1977. Ele foi o primeiro antiviral altamente seletivo, funcionando ao inibir a replicação do DNA viral sem afetar significativamente as células humanas. A descoberta abriu caminho para outros antivirais nucleosídeos, revolucionando o tratamento de infecções virais.

## Mecanismo de ação
A atividade inibitória do Aciclovir para VHS-1, VHS-2, VVZ, VEB e CMV é altamente seletiva. Uma vez que a enzima timidina quinase (TK) de células normais não infectadas não utiliza o Aciclovir como substrato, a toxicidade do Aciclovir para células do hospedeiro mamífero é baixa. No entanto, a TK codificada pelo VHS, VVZ, e VEB converte o Aciclovir a monofosfato de aciclovir, um análogo nucleosídeo que é então convertido ao difosfato e, finalmente, ao trifosfato por enzimas celulares. O trifosfato de aciclovir interfere com a ADN polimerase viral inibindo a replicação do vírus: a sua incorporação no ADN viral resulta no término da cadeia.

## Efeitos Secundários
A formulação em pomada pode levar ao aparecimento de irritação na pele, parestesia e inchaço. Os comprimidos de Aciclovir podem levar a náuseas, vômitos, dores de estômago, diarreia, dores de cabeça e tonturas.